# 델프트 공과대학교

## 개괄
[ 네덜란드의 공립대학교 / 연구중심대학교 / IDEA리그 / 네덜란드 1위 ]
[Times 공학부문 랭킹]
23위 (2013년)
19위 (2014년)
19위 (2015년)
20위 (2016년)
18위 (2018년)
19위 (2019년)
21위 (2020년)
21위 (2021년)
21위 (2022년)
21위 (2023년)
16위 (2024년)
17위 (2025년)

[QS 공학부문 랭킹]
15위 (2013년)
16위 (2014년)
19위 (2015년)
20위 (2017년)
22위 (2018년)
17위 (2019년)
15위 (2020년)
15위 (2021년)
10위 (2022년)
13위 (2023년)
13위 (2024년)
14위 (2025년)

델프트 공과대학교(네덜란드어: Technische Universiteit Delft, 영어: Delft University of Technology)는 네덜란드의 아름다운 도시 델프트에 있는 1842년에 세워진 네덜란드에서 가장 크고 오래된 공립 공과대학교이다. 보통 약칭으로 TU Delft를 많이 사용한다. 왕립토목학교를 전신으로 하듯이, 건축 및 토목 분야에서 세계적인 교육 및 연구 수준을 지니고 있다.
유럽의 5개 우수 공과대학교 (델프트 공과대학교, 임페리얼 칼리지 런던, 취리히 연방 공과대학교, 아헨 공과대학교, 밀라노 공과대학교)의 연합인 IDEA 리그 중 하나로 손꼽힌다.
유럽을 대표하는 공과대학이자, 건축 조경 및 환경 분야에서 세계적인 명성을 지니고 있는 학교이다. 2022년 기준, QS 세계 대학 랭킹 공학/기술 분야 10위에 등재되었다. 대학 내 최상위 순위를 기록한 건축 분야는 2위를 / 우주항공 분야는 3위를 (2024년) 기록했다. 
특히 두각을 드러내는 건축학, 조경계획, 도시공학 분야를 자세히 살펴보면, 명성에 걸맞게 미국의 메사추세츠공과대학교 (MIT)에 이은 2위를 기록하고 있다. 영국의 유니버시티칼리지런던 바틀렛 (UCL-The Bartlett), 스위스 취리히연방공과대학교 (ETH Zurich), 미국 하버드대학교 GSD (Harvard Graduate School of Design)가 후 순위에 배치되어, 건조환경 분야에서의 명성을 가늠케 한다.
토목공학 분야 역시 메사추세츠공과대학교 (MIT)에 이은 2위에 등재되어 있다.
2012년 네덜란드에서 세계적 명성을 지니고 있었던 베를라헤 인스티튜드 (Berlage Institute) 건축 교육 기관과의 교육 과정 및 시설 통합 이후, 네덜란드 내 최고 수준의 건축 교육 기관으로 자리잡았다. 현재는 네덜란드 뿐 만 아니라 유럽과 전세계에서도 최고 수준의 건축 교육기관으로 그 우수성을 널리 인정받고 있다.
그 외에, 14개의 학부과정과 41개의 석사과정은 공학 분야의 진보에 기여하며 과학기술 발달의 선두적 입지에 있다. 또한 산업디자인, 항공우주공학 분야에서 수많은 업적을 이뤘으며, 노벨상 수상자 야코뷔스 헨리퀴스 판트 호프, 헤이커 카메를링 오너스, 시몬 판 데르메이르 등의 배출에 기여하였다. 건축 분야에서 역시, 수 많은 업적과 건축가들을 배출했다. UN Studio, MVRDV, Mecanoo, Wiel Arets 등 현대 건축을 이끌어 나가는 스타 건축가들을 대거 양성하고 배출된 학교이다.

## 역사
네덜란드의 국왕 빌럼 2세에 의해 1842년에 '토목 엔지니어 교육, 국가 및 산업 진흥, 무역 인력 양성을 위한 왕립학교'(Royal Academy for the education of civilian engineers, for serving both nation and industry, and of apprentices for trade)로 설립되었다. 1864년 왕립학교가 해체되어 '델프트 종합공과대학'(네덜란드어: Politechnische School te Delft, 영어: Polytechnic School of Delft)이 신설되었다. 이후 1905년 '델프트 공과대학'(네덜란드어: Technische Hoogeschool Delft, 영어: Technical College (Institute) of Delft)으로 개명하였고, 다시 1986년 현재의 교명인 델프트 공과대학교 (Delft University of Technology)로 개명하였다.

## 대학교 건물
(전) 본관 건물과 탑은 2008-2009 학년도부터 건축학부로 사용되고 있습니다.
TU 델프트는 1842년 구 델프트 95번지에 위치한 왕립 아카데미로 시작되었습니다. 폴리테크닉 학교 설립 이후 첫 교육 건물이 건설되었으며, 이는 구 델프트 건물 뒤의 웨스트베스트 9번지와 7번지에 위치했습니다. 초기에는 모든 대학 건물이 델프트 도심에 위치해 있었으며, 19세기 말에 이르러서야 라인-시 운하를 따라 위폴더 지역에 첫 번째 건물들이 개발되기 시작했습니다. 이와 동시에 도심 동쪽의 페르베르스데이크와 오스트플란소엔 사이에도 건물 개발이 이루어졌습니다.
20세기 후반에 이르러 모든 교육 건물이 델프트-주이드의 "대학 구역"으로 점차 옮겨지면서 캠퍼스 개념이 도입되었습니다. 구 대학 건물의 활용 방안은 당시 대학 관리자의 "문화적 민감성"에 따라 다양했습니다. 도심에 위치한 마지막 대학 건물 중 하나였던 대학 도서관은 1997년에 캠퍼스의 새로운 도서관으로 대체되었습니다. 캠퍼스 외부에 있던 오래된 건물들도 점차 매각되었습니다.
재료과학 및 기술부 건물은 2004년에 매각되어 2006년 중반부터 구 라이즈바이크 응용과학대학의 건설이 시작되었습니다. 2007년부터 TU 구역을 자동차 없는 공간으로 만들고, 대학 건물들을 보행자 및 자전거 도로로 연결하는 작업이 시작되었습니다. 메켈베그 도로는 메켈파크로 대체되었으며, 이 공원은 TU 델프트의 졸업생이자 교수인 프랑신 하우벤의 지도 아래 메카노 건축사무소가 설계했습니다.

### 강당
TU 델프트 아우라는 1966년에 개관했습니다. 이 건물은 대학 졸업생 두 명이 설립한 건축사무소 반 덴 브로크와 바케마가 설계했으며, 브루탈리즘 양식으로 지어졌습니다. 건물 아래에는 구내 식당이 있으며, 강의실, 강당, 사무실 공간도 포함하고 있습니다. TU 델프트의 모든 승진 행사는 아우라의 상원 회의실에서 진행됩니다. 2009년부터 이 건물은 국가 기념물로 분류되었습니다.

### 도서관
TU 델프트 도서관은 1997년부터 사용되고 있습니다. 건물의 특색 있는 경사 지붕은 거리에서부터 최고점까지 13도 각도로 기울어져 있으며, 잔디로 덮여 자연 단열 역할을 합니다. 지붕은 완공 이후 2009년까지 지속적으로 누수가 발생했으며, 2009년에 지붕과 14,000제곱미터의 잔디 표면이 완전히 교체되었습니다. 잔디 한가운데는 높이 41미터의 원뿔 모양이 기술의 상징으로 자리 잡고 있습니다. 도서관은 60만 권 이상의 책을 보유하고 있으며, 1,000개의 학습 공간을 제공합니다.

### 건축학부 건물
건축학부 건물은 아우라와 마찬가지로 반 덴 브로크와 바케마가 기능주의 양식으로 설계했으며, 1970년에 완공되었습니다. 이 건물은 예술 및 건축사적 관점에서 중요한 여러 수집품을 보관하고 있었습니다. 이러한 수집품 중 하나는 리트펠트, 프루베, 기스펜, 아우드와 같은 디자이너의 원래 의자 200개를 포함하고 있었습니다.
2008년 5월 13일 아침, 큰 화재가 발생하여 건물의 상층부로 빠르게 번졌고 북쪽 날개를 통해 지상층까지 내려갔습니다. 화재로 인해 건물의 일부가 붕괴되었으며, 2층 이상의 수집품은 손실되었습니다. 가구 수집품, 도서관, 인쇄물 및 지도는 지상층, 1층, 지하에 있어 구출되었습니다. 화재 다음 날 개막 예정이었던 르 코르뷔지에, 프랭크 로이드 라이트, 장 프루베 등의 건축가들의 모델 전시품도 무사히 외부로 옮겨졌습니다.
화재가 발생했을 때 TU 델프트는 아직 보웅쿤데 건물의 사용 허가를 받지 않았지만, 소방 당국의 허가로 사용이 가능했습니다. 건물은 기존 건물로서 덜 엄격한 규정이 적용되었으며, 여러 현대적 요구 사항에 맞추기 위해 많은 조정이 이루어졌습니다. 2009년 TU 델프트의 의뢰로 진행된 두 개의 연구는 전기적 결함이 화재의 가장 가능성 높은 원인이라고 결론 내렸으며, 이 결함은 커피 머신 근처의 누수로 인해 발생했습니다.

## 교육 및 연구
TU 델프트의 직원 수는 2000년부터 2009년 사이 4,000명에서 4,500명 사이를 오갔습니다. 2021년에는 431명의 박사 학위 소지자가 있었습니다.

### 학부
다양한 방향의 교육과 연구가 학부 내에서 이루어지며, 설립 이후 학부의 수는 점차 증가했습니다. 1998년에는 약 16개의 학부가 있었지만, 예산 삭감과 구조조정으로 인해 그 이후로 이 수는 크게 줄었습니다. 2013년 기준으로 TU 델프트에는 8개의 학부가 있으며, 총 16개의 학사 과정과 39개의 석사 과정을 제공합니다. 학부와 학사 과정의 개요는 다음과 같습니다:
- 토목공학: 토목공학 및 지구과학학부
```
 - 기술 지구과학
 - 토목공학
```

- 전기공학, 수학 및 컴퓨터 과학학부
```
 - 전기공학
 - 기술 수학
 - 기술 컴퓨터 과학
```

- 산업 디자인학부
- 기계 공학학부 (건물은 국가 기념물로 지정됨)
```
 - 기계 공학
 - 해양 기술
 - 임상 기술 (
에라스무스 대학교
 및 
라이덴 대학교
와 협력)
```

- 항공우주 공학학부
- 응용과학학부
```
 - 생명 과학 및 기술 (
라이덴 대학교
와 협력)
 - 분자 과학 및 기술 (
라이덴 대학교
와 협력)
 - 기술 물리학
 - 나노생물학 (
에라스무스 대학교
와 협력)
```

- 기술, 거버넌스 및 관리학부
```
 - 기술 공공 행정
```

### 학술적 협력
1996년 임페리얼 칼리지 런던, 헬싱키 공과대학교, 아헨 공과대학교와 TU 델프트가 기술 지구과학 분야에서 협력을 시작했습니다. 이 프로그램은 원자재 추출과 처리 분야의 석사 과정으로 발전했으며, 현재는 유럽 광물 프로그램 연맹(FEMP)으로 성장하여 다수의 대학이 참여하고 있습니다. 2006년부터는 취리히 연방 공과대학교, 아헨 공과대학교와 함께 응용 지구물리학 석사과정을 공동으로 운영하고 있습니다.

## 연구소

### 드림 팀
TU 델프트의 드림홀에서 활동하는 학생 프로젝트로는 다음과 같은 팀이 있습니다:
- TU 델프트 하이드로 모션 팀
- 델프트 하이퍼루프
- 에코 러너 팀 델프트
- 프로젝트 마치
- 팀 에포크
- 스페이스 오아시스 델프트
- 에머전스 델프트
기타 델프트 학생 프로젝트로는 에어로 델프트, 델프트 항공우주 로켓 공학, 델프트 솔라 데카슬론, 포뮬러 학생 델프트, 포르제 수소 전기 레이싱, 휴먼 파워 팀, IGEM 델프트, 노바 전기 레이싱, 라이즈, 실버윙, 브루넬 솔라 팀, WASUB 등이 있습니다.

## 명예 박사 학위
존 코크크로프트는 1959년에 당시 델프트 공과대학교로부터 명예 박사 학위를 받았습니다. 델프트 공과대학교는 1906년에 박사 학위를 수여할 수 있는 권한을 얻었으며, 이는 해당 기관에서 전문적인 과학 연구를 통해 박사 학위를 받을 수 있다는 것을 의미합니다. 또한, 대학교는 특별한 공로를 인정받은 사람들에게 명예 박사 학위를 수여할 수 있습니다. 1906년부터 2006년까지 델프트 공과대학교의 명예 박사 학위는 100명에게 수여되었습니다. 다음은 저명한 수상자들 중 일부입니다:
- 아브라함 카이퍼 (1907년), 총리이자 신학자
- 코르넬리스 레일리 (1907년), 토목 공학자이자 주더르제이 작업의 정신적 아버지
- 페트루스 카위퍼스 (1907년), 국립박물관과 암스테르담 중앙역 건축가
- 헤라르드 L.F. 필립스 (1917년), 필립스 NV 창립자
- 헨드릭 안톤 로렌츠 (1918년), 물리학자이자 노벨상 수상자
- 헨드릭 P. 베를라허 (1925년), 건축가
- 알버트 플레스만 (1947년), 항공 개척자
- 베른하르트 왕자 (1951년), 네덜란드 왕자
- 존 더글라스 코크크로프트 (1959년), 영국 원자력 프로그램 책임자
- 헤릿 T. 리트펠트 (1964년), 건축가
- 산티아고 칼라트라바 (1997년), 건축가

## 유명 동문

### 기술 및 과학 분야
- 마르티누스 W. 베이에링크 (1851-1931), 미생물학자
- 로데베이크 판 덴 베르크 (1932-2022), 우주왕복선 우주비행사
- 얀 버거스 (1895-1981), 버거스 방정식 및 버거스 벡터의 창시자
- 빌리 버거스 (1897-1988), 재료과학자
- 디르크 코스터 (1889-1950), 교수이자 하프늄 원소 발견자
- 한스 판 두이벤트이크 (1934년), 토목 공학자
- 프란스 히젤스 (1882-1947), 건축가 및 도시 계획가
- 렉스 하크 (1930-2018), 건축가
- 후버트 얀 헨켓 (1940년), 건축가
- 헤르만 헤르츠베르거 (1932년), 건축가
- 야코부스 판트 호프 (1852-1911), 노벨 화학상 수상자
- 알렉산더 호로위츠 (1904-1982), 필리쉐이브 발명가
- 헤릿 판 이터손 (1878-1972), 기술작물 문화 정원의 창립자 (이후 델프트 식물원)
- 루이 칼프 (1897-1976), 건축가 및 (그래픽) 디자이너, 주로 필립스에 근무
- 워너 T. 코이터 (1914-1997), 응용 역학 교수
- 한스 판 데르 라안 (1904-1991), 건축가이자 보스 학교의 주요 인물
- 헨드리쿠스 판 데르 마스 (1899-1987), 해군 및 항공 공학자
- 시몬 판 데르 메이르 (1925-2011), 노벨 물리학상 수상자
- 펠릭스 베닝 메이너스 (1887-1966), 지구물리학자 및 측지학자
- 안톤 무세르트 (1894-1946), 토목 공학자 및 정치인
- 에두아르드 니어만스 (1859-1928), 건축가
- 빌럼 판 더 포엘 (1926년), 교수 및 컴퓨터 개척자
- 클라스 포스투무스 (1902-1990), 전자레인지 발명가
- 클레멘스 루탄 (1918-2019), 물리학자 및 화학자
- 이오니카 스미츠 (1979년), 수학자 및 과학 저널리스트
- 마르셀 스티베 (1951년), 해안 공학 교수
- 베른하르트 텔레헌 (1900-1990), 펜토드 발명가
- 요한 판 페인 (1893-1959), 델타 공사의 창립자
- 카렐 베버 (1937년), 건축가
- 헤르만 잔스트라 (1894-1972), 천문학자
- 토니 즈볼로 (1942년), 건축가

### 정치 및 조직 분야
- 얀 판 베멜 (1938년), 에라스무스 대학 총장
- 벤 판 뷔어든 (1958년), 쉘 CEO
- 에포 브라운스 (1969년), 기독교 연합 하원의원
- 빔 딕 (1939년), KPN CEO, 현재 델프트 교수
- 비베 드라이어 (1965년), 사회 경제 위원회 회장
- 프리츠 펜터너 반 블리싱 (1933-2006), 기업가
- 카리엔 판 헨니프 (1968년), 경제부 국무장관
- 릭 그라쇼프 (1961년), 녹색좌파 하원의원
- 피터르 호프스트라 (1946년), 자유민주당 하원의원
- 프레데릭 베르나르트 야콥 (1850-1935), 로테르담 시장
- 압둘 카디르 칸 (1936-2021), 파키스탄 과학자 및 기업 스파이
- 헤르만 메이예르 (1947년), 녹색좌파 정치인 및 로테르담 부시장
- 안톤 무세르트 (1894-1946), NSB 정치인
- 코르넬리스 레일리 (1854-1929), 수리남 총독, 아프슬라우다이크 프로젝트 리더
- 프리소 오렌지 나사우 반 암스베르크 (1968-2013년)
- 헤라르트 필립스 (1858-1942), 필립스 창립자
- 프리츠 필립스 (1905-2005), 필립스 이사회 회장
- 룰 피퍼 (1956년), ICT 기업가
- 사이민 레조센토노 (1940-2024), 교사 및 농업부 장관
- 요 리첸 (1945년), 교육과학부 장관
- 디데릭 삼솜 (1971년), 노동당 하원의원
- 빔 셔메르호른 (1894-1977년), 제2차 세계 대전 이후 첫 총리이자 국제 지리 정보 과학 연구소 창립자
- 에크베르트 스헤르만 (1937년), 상원의원 및 기술철학 교수
- 헹크 슬레보스 (1943년), 파키스탄 핵무기 프로그램 자재 공급자
- 폴 스미츠 (1946년), KPN 이사회 회장
- 예론 반 더 베어 (1947년), 쉘 CEO
- 바스 반 더 블리스 (1942-2021), 개혁당 하원의원
- 레엔 반 더 왈 (1928-2020), 유럽 의회 의원
- 에릭 비베스 (1963년), 경제기후부 장관